# Elie Cayla
Pour les articles homonymes, voir Cayla.
Elie Cayla, né le 24 mars 1900 et décédé le 28 juin 1935 à Moissac (Tarn-et-Garonne), est un ouvrier blessé mortellement lors d'une réunion des Croix-de-Feu.

## Biographie
Elie Cayla naît le 24 mars 1900 à Moissac dans une famille de condition modeste d'un père boulanger et d'une mère couturière,. Il devient ouvrier à Moissac et développe des idées politiques de nuance radicale modérée. Il est blessé le 13 juin 1935 au cours d'une réunion des Croix-de-Feu dans un cinéma à Moissac lorsqu'il est expulsé par le service d'ordre du meeting. Il décéde le 28 juin 1935 des suites de ses blessures,,. Sa mort est rapportée dans la presse où il est parfois nommé « Marcel Cayla ».

## Postérité
En 1944, une partie de la rue de l'Inondation de 1930 à Moissac prend le nom de rue Elie Cayla.